# Schwetzingen
Schwetzingen é uma cidade da Alemanha localizada no distrito de Rhein-Neckar-Kreis da região administrativa de Karlsruhe, estado de Baden-Württemberg.

## Geografia
Schwetzingen situa-se na planície do Reno. A 10 km ao sudoeste localiza-se Heidelberg e a 15 km ao sudeste localiza-se Mannheim.

## História
Mencionada pela primeira vez em registros no ano de 766, a cidade consistia inicialmente de dois assentamentos populacionais que cresceram juntos ao longo dos séculos XVII e XVIII e pertenciam no início da Idade Média à diocese de Worms, passando à propriedade dos condes do Palatinado no século XII.

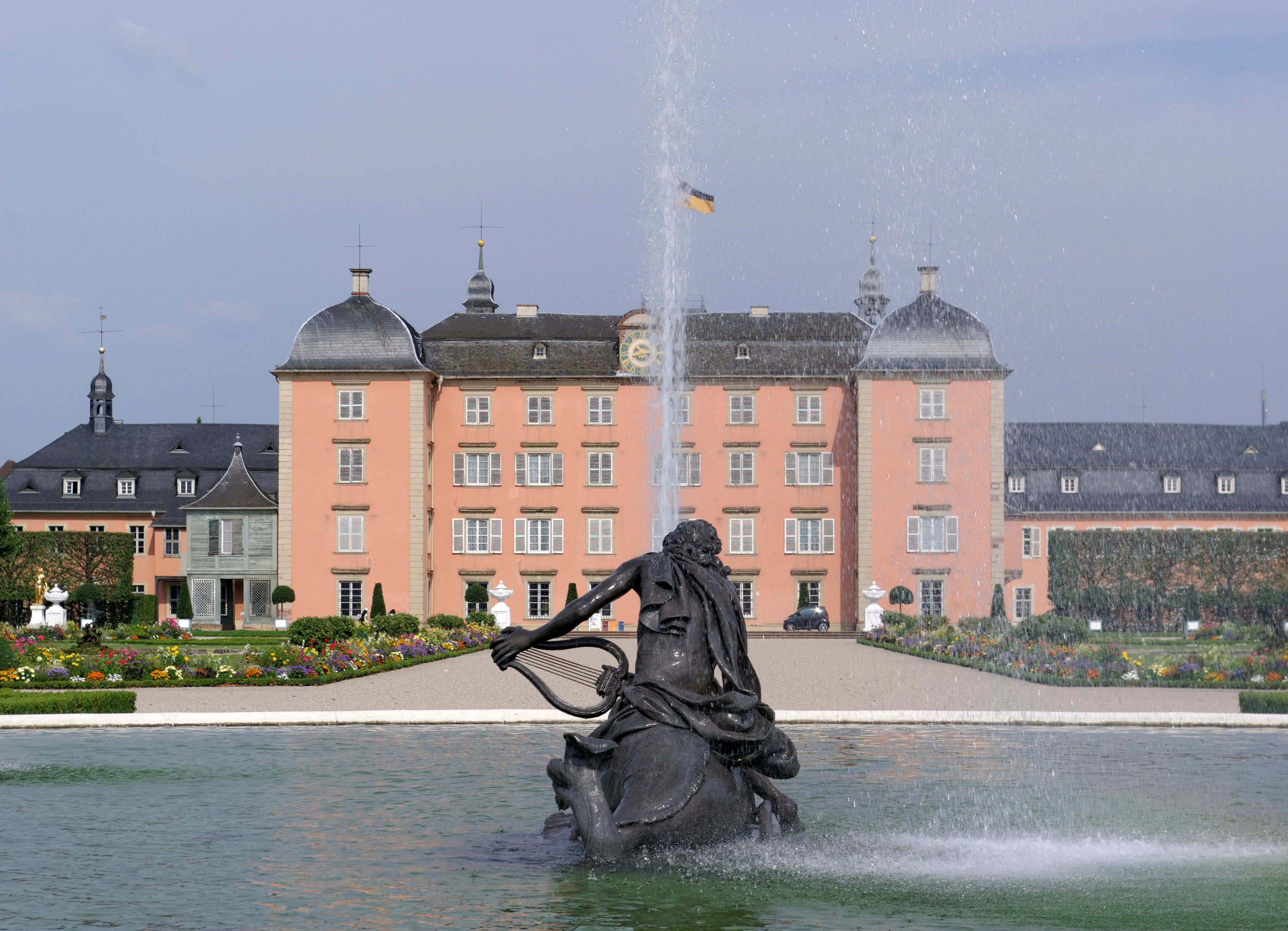
Castelo de Schwetzingen.

O Castelo de Schwetzingen, circundado de fossos, é mais famosa construção e símbolo da cidade. O castelo foi construído em 1350 e destruído durante a Guerra dos Trinta Anos e na guerra seguinte pela sucessão do Palatinado, sendo reconstruído anos depois e serviu como residência de vários príncipes e suas cortes através dos anos. Sua arquitetura é uma das mais elaboradas da Alemanha, realizada em diversas fases de construção e uma resposta de seus nobres proprietários ao Palácio de Versalhes francês, com a construção de belos espelhos de água no meio de seus jardins.
Em 1759 a cidade recebeu permissão de abrigar mercados de negócios. Em 1803 passou a ser a residência dos Grão-Duques de Baden, com a incorporação de toda a região do Palatinado a leste do Reno ao Grão-Ducado.
Com o início da industrialização na região em 1850 a cidade foi transformada em sede de importantes fábricas de charutos e alimentos em conserva. O cultivo de aspargos também se mostrou importante e a qualidade de sua produção é famosa em todo país.